# شروان‌شاهان

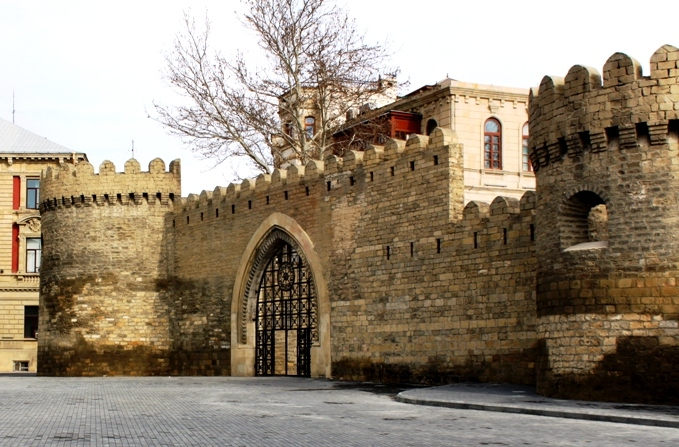
در عهد سلطنت منوچهر سوم شیروانشاه، دژ باکو برای حفاظت از این شهر بنا شد.

شروانشاهان دودمان‌های پادشاهی محلی در شروان (ناحیه‌ای در قفقاز) و اطراف آن بودند، که از اواخر سده دوم تا اوایل سده دهم خورشیدی بر بخش‌ها یا همه این سرزمین‌ها فرمان می‌راندند. مرکز شروانشاهان در آغاز شهر شابُران (شاوُران) بود، اما گویا در زمان محمد بن یزید شیبانی به شَماخی و سپس در زمان اَخسِتان یکم به باکو منتقل شد. نخستین سلسله شروان‌شاهان در اوایل حکومت عباسیان به قدرت رسید. سرانجام در سال ۹۱۷ خورشیدی (۹۴۵ قمری) به دست شاه تهماسب یکم صفوی برافتاد.
لقب شروانشاه به دوران پیش از پیدایش اسلام برمی‌گردد. جغرافی‌دان مسلمان، ابن خردادبه (متوفی ۹۱۳ میلادی) اشاره می‌کند که اولین شاهنشاه ساسانی، اردشیر اول (متوفی ۲۲۴–۲۴۲ میلادی)، این عنوان را به یکی از حاکمان محلی شروان اعطا کرد. البلذری نیز اشاره می‌کند در نخستین حمله اعراب به شرق قفقاز آنان با یک شروانشاه و لیزانشاه همسایه او مواجه شدند که آنان تسلیم فرمانده عرب سلمان بن ربیع البحیلی (متوفی ۶۵۰ میلادی) شدند.
شروانشاهان در دورهٔ سلجوقیان همچنان در قدرت خود باقی بودند و با پادشاهان آن سلسله رابطه داشتند و گاه نیز مطیع و خراج‌گزارشان می‌شدند. مهم‌ترین دوره پادشاهی این سلسله عهد منوچهر دوم است. او اگرچه عنوان «خاقان اکبر» را داشت، اما تابع سلجوقیان عراق بود. این وضعیت تا پایان پادشاهی طغرل بن ارسلان آخرین پادشاه سلجوقی عراق ادامه داشت و از این پس، پادشاهان شروان تابع و باج‌گزار شاهان گرجی شدند و با آنان وصلت کردند.

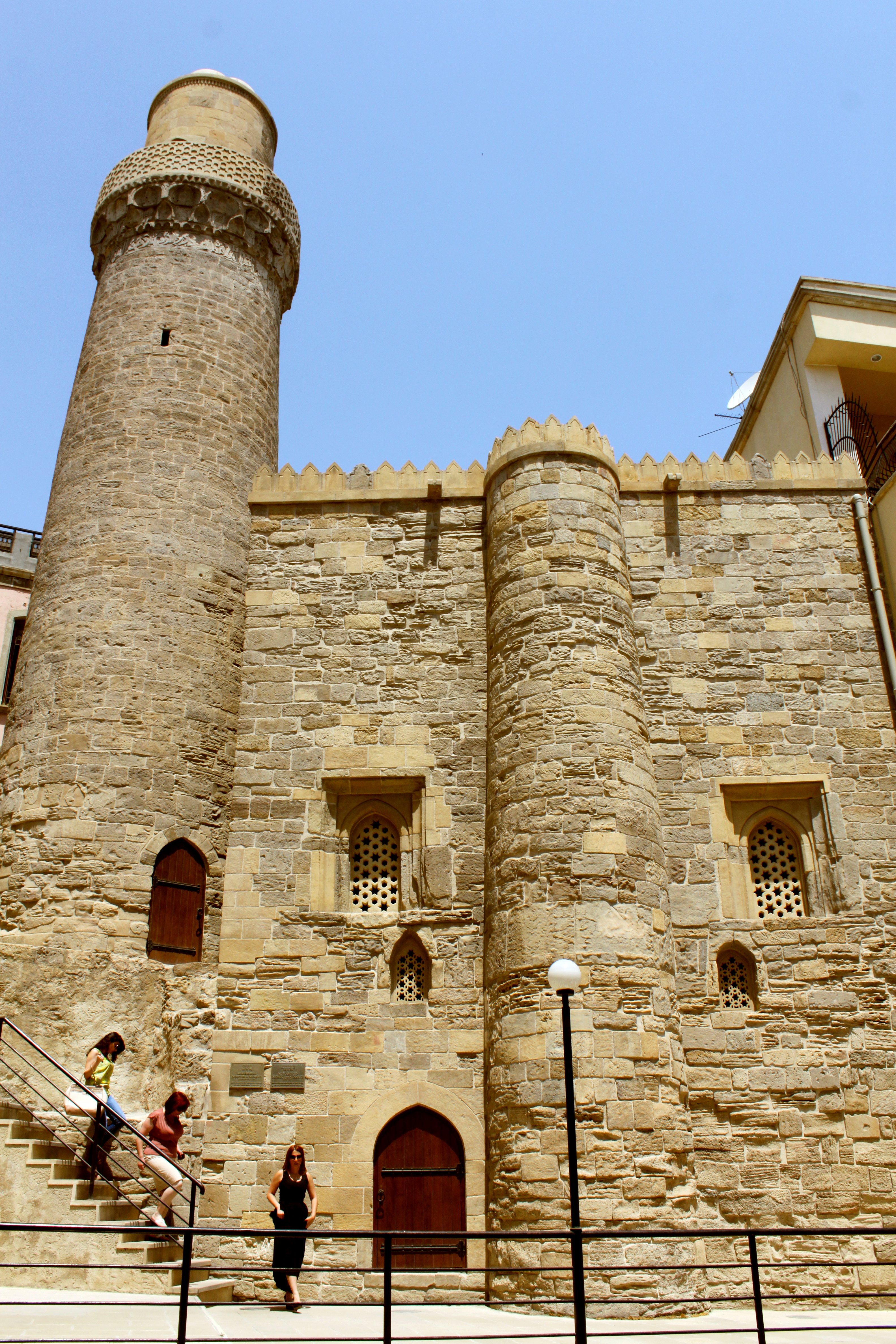
مسجد محمد باکو از کهن‌ترین ابنیه این شهر واقع در ایچری شهر، در عهد سلطنت فریبرز شروانشاه ساخته شد.

هنگامی که جلال‌الدین خوارزمشاه بر آذربایجان تسلط یافت، شروان مدتی خراج‌گزار او بود. همچنین شیخ جنید و شیخ حیدر در جنگ با شروانشاهان به قتل رسیدند ولی شاه اسماعیل یکم صفوی انتقام آنها را از شروانشاهان گرفت و نواحی شروان را به باد غارت داد. دولت این خاندان تا سال ۹۱۷ خورشیدی (۹۴۵ ه‍.ق) دوام داشت و در این سال به دست شاه تهماسب یکم صفوی نابود گردید؛ ولی بعداً دو تن دیگر نیز به حکومت رسیدند.

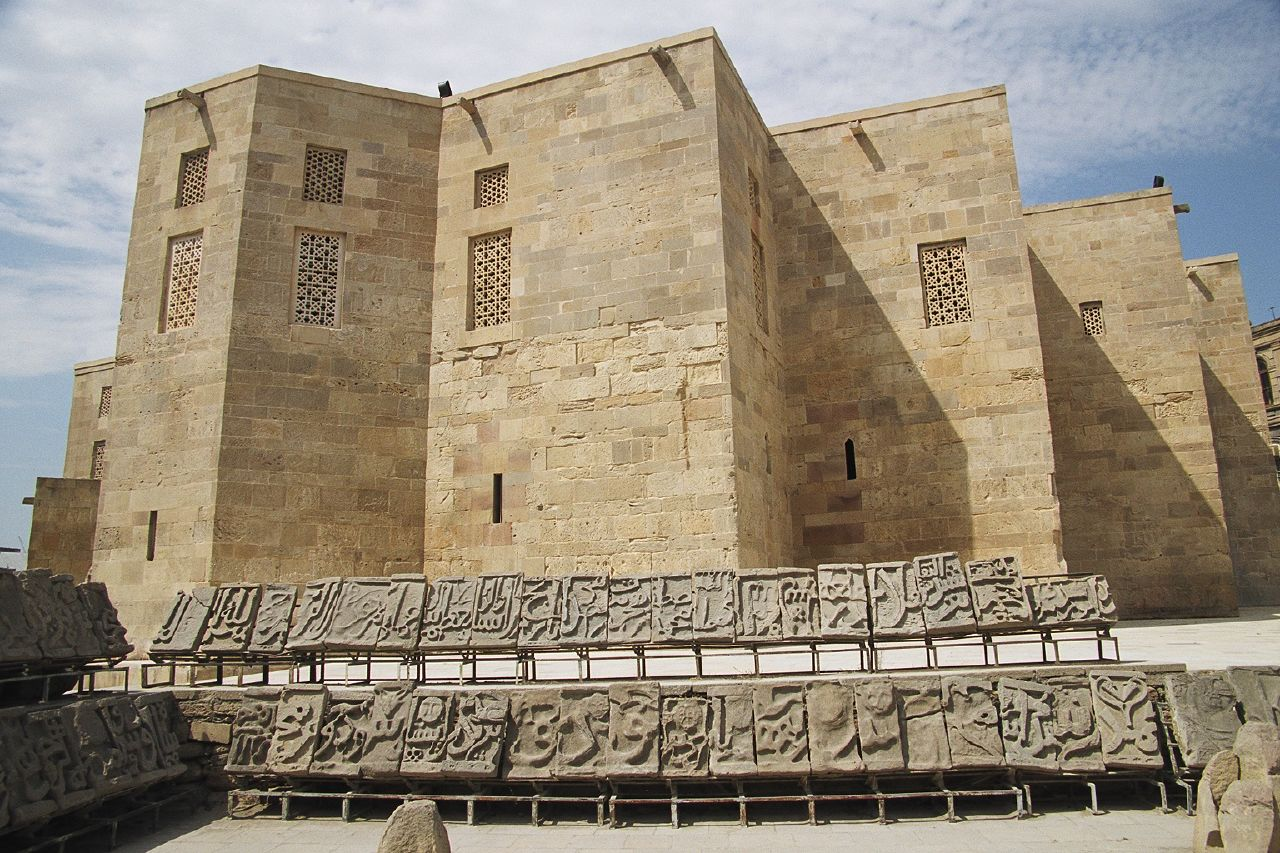
محل حکومتی شروانشاهان در باکو.

بازگشت به فرهنگ ایرانی در شروان‌شاهان در زمان یزید بن احمد (یزید دوم) (۳۸۱ ق) شکل گرفت. مینورسکی می‌نویسد: «این واقعیت که یزید بن احمد و دخترش شمکویه در شابران دفن شدند، با توجه به پیدایش ناگهانی نامهای ایرانی در میان نوادگان او حایز اهمیت است. احتمال بسیار دارد که این نوآوری ناشی از ازدواج یزید با شاهزاده خانمی از خاندان‌های قدیمی محلّی بوده باشد.»

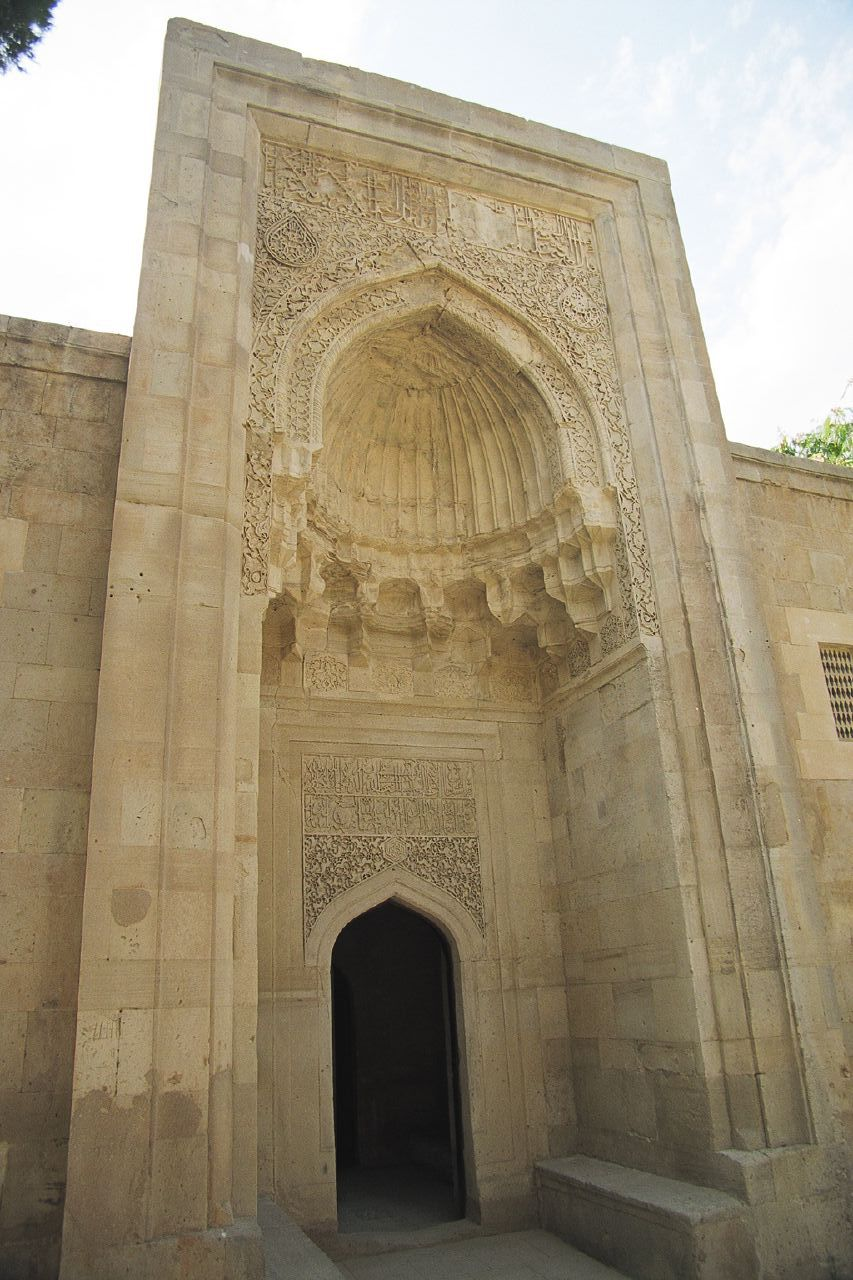
مسجد شروانشاهان.

## شاهان شروان

### سلسله اول،دودمان مزیدی
| - ۱- یزید بن مزید شیبانی (والی ارمنستان در عهد هارون الرشید ۱۸۳–۱۸۵ ق) - ۲- خالد بن یزید شیبانی (۲۰۹ ق) 1. محمد بن خالد شیبانی (در ارمنستان، شروان، اران، آذربایجان، باب‌الابواب) 2. هیثم بن خالد (لقب شروانشاه یافت) 3. محمد بن هیثم 4. هیثم (دوم) بن محمد | - ۷- علی بن هیثم (حدود ۳۰۰ ق) - ۸- محمد (دوم) بن یزید بن خالد - ۹- ابوطاهر یزید بن محمد (۳۰۵ ق) - ۱۰- محمد (سوم) بن یزید (۳۳۷ ق) - ۱۱- احمد بن محمد (۳۴۵ ه‍.ق) - ۱۰- محمد (چهارم) بن احمد (۳۷۰ ق) - ۱۳- یزید (دوم) بن احمد (۳۸۱ ق) |  |

### سلسله دوم،دودمان کسرانی
| - ۱- منوچهر بن یزید (۴۱۸ ق) - ۲- ابومنصور علی (دوم) بن یزید (۴۲۵ ق) - ۳- قباد بن یزید (۴۳۵ ق) - ۴- بختنصر علی (سوم) بن احمد بن یزید (۴۴۱ ق) - ۵- سالار بن یزید - ۶- فریبرز بن سالار (حدود ۴۵۵ ق) 1. منوچهر (دوم) پسر فریبرز 2. فریدون بن فریبرز 3. منوچهر سوم پسر فریدون 4. فریدون (دوم) بن منوچهر - ۱۱- اخستان یکم پسر منوچهر (حدود ۵۵۶ ق) | 1. شاهنشاه بن منوچهر 2. فریبرز (دوم) بن آفریدون - ۱۴- فرخزاد بن منوچهر (حدود ۵۶۶ ق) - ۱۵- گشتاسب بن فرخزاد (حدود ۶۲۲ ق) - ۱۶- علاءالدین فریبرز (سوم) بن گشتاسب (حدود ۶۲۲ ق) - ۱۷- اخستان (دوم) بن فریبرز (۶۴۹ ق) - ۱۸- فرخزاد (دوم) بن اخستان (۶۸۰ ق) 1. اخستان (سوم) بن فرخزاد 2. کی کاووس بن اخستان - ۲۱- کیقباد بن فرخزاد (حدود ۷۱۷ ق) 1. کاووس بن کیقباد 2. هوشنگ بن کاووس |  |

### سلسله سوم،خاندان دربندی
| - ۱- ابراهیم بن محمد دربندی بن کیقباد (حدود ۷۸۴ ق) - ۲- خلیل اللّه (اول) بن ابراهیم (حدود ۸۲۱ ق) - ۳- فرخ یسار بن خلیل (حدود ۸۶۹ ق) - ۴- بهرام بیگ بن فرخ یسار (۹۰۶ ق) - ۵- غازی بیگ بن فرخ یسار (حدود ۹۰۷ ق) | - ۶- محمود بن غازی بیگ (۹۰۸ ق) - ۷- ابراهیم (دوم) بن غازی بیگ (۹۰۸ ق) 1. خلیل‌الله (دوم) بن ابراهیم 2. فرخ یسار (دوم) بن ابراهیم - ۱۰- شاهرخ بن فرخ یسار (۹۴۲ ق) |  |

### سلسله چهارم، مدعیان تاج و تخت
| - ۱- برهان علی بن خلیل‌اللّه (۹۵۱ ق) - ۲- میرزا ابوبکر بن برهان - ۳- فتحعلی (۱۱۸۰ ق) | - ۴- عسکر بن محمد سعید (۱۲۰۳ ق) - ۵- قاسم خان (۱۲۰۹–۱۲۰۳ ق) - ۶- مصطفی خان (بار سوم ۱۲۳۶–۱۲۱۲ ق) |  |

## حکام ایرانی شروان
| - ۱- منوچهر (۹۰۳ ق) - ۲- القاص بن اسماعیل صفی (۹۴۵–۹۵۴ ق) - ۳- عبداللّه خان (۹۵۸ ق) - ۴- فرخ خان (۱۰۴۳ ق) | - ۵- رستم (حدود ۱۰۴۵ ق) - ۶- خسرو سلطان (حدود ۱۰۵۱ ق) - ۷- مهر علی خان (۱۰۶۶ ق) - ۸- منوچهر خان (۱۰۶۷ ق) و جز آنان |  |